# Punta Cabo del Medio
Punta Cabo del Medio (spanisch für Kap der Mitte) ist eine Landspitze an der Davis-Küste des Grahamlands auf der Antarktischen Halbinsel. Sie liegt am Südufer der Curtiss Bay unmittelbar östlich des Seaplane Point.
Argentinische Wissenschaftler benannten sie nach ihrer geographischen Lage im Uferverlauf der Curtiss Bay.